# Герб Південного Судану
Герб Південного Судану був прийнятий у липні 2011 року після проголошення незалежності від Судану.
Дизайн герба був схвалений Автономним урядом Південного Судану, у квітні 2011 року, а до того був схвалений Законодавчими зборами Південного Судану у травні 2011 року .

## Опис
Основний елемент гербу — птах орлан африканський (Haliaeetus vocifer). Перед ним щит і спис. Орлан розправив крила і дивиться вправо. У пазурах він тримає сувій з назвою держави . Герб символізує міцність, стійкість і готовність зі списом і щитом захищати нову державу .

## Історія

### Автономний уряд Південного Судану (2005-2011)

Герб Автономного уряду

Інший варіант гербу

Автономний уряд Південного Судану, який існував у 2005-2011 роки використовував емблему, яка складалася з гербу Судану, навколо якого по колу було написано «Уряд Південного Судану» та «GOSS» (скорочено від попередньої фрази). Армія використовувала зображення птаха-секретаря, який тримає традиційний щит. Над і під птахом розміщені два сувої. На верхньому написаний національний девіз «Наша перемога», а на нижньому зазначена назва держави «Республіка Судан» .
Деякі установи автономного уряду Південного Судану використовували інший герб. Він був схожий на герби сусідніх країн: Кенії та Уганди. Основним елементом був традиційний африканський щит, який мав на собі зображення прапора Південного Судану з двома списами. Щит тримали з обох сторін китоголов та носоріг. Нижче були зображені сільськогосподарські культури цього регіони та води Нілу. З самого низу розташований сувій з надписом: «Справедливість, рівність, гідність» .